# Theromyzon tessulatum
Theromyzon tessulatum är en ringmaskart som först beskrevs av Otto Friedrich Müller 1774.  Theromyzon tessulatum ingår i släktet Theromyzon och familjen broskiglar. Arten är reproducerande i Sverige. Inga underarter finns listade i Catalogue of Life.